# Богданов, Константин Анатольевич
Константи́н Анато́льевич Богда́нов (род. 30 марта 1963, Ленинград, РСФСР, СССР) — российский филолог, фольклорист, семиотик, историк культуры, доктор филологических наук, ведущий научный сотрудник Института русской литературы РАН (Пушкинский Дом).

## Биография
В 1988 году окончил классическое отделение филологического факультета Ленинградского государственного университета. В 1989—1992 годах преподавал латинский и древнегреческий языки в гимназиях Санкт-Петербурга; параллельно учился в аспирантуре при Отделе фольклора ИРЛИ РАН. В 1992 году защитил кандидатскую диссертацию на тему «Русский заговор: опыт структурного анализа», в 2002 году — докторскую диссертацию на тему «Повседневность и мифология: исследования по семиотике фольклорной действительности»[а].

## Научная деятельность
Специализировался в изучении античной поэзии и астрономии, русского фольклора, истории российской и западноевропейской медицины, риторики, социолингвистики, социально-общественной мысли XVIII—XX веков. Автор многочисленных статей и книг по истории культуры, науки и гуманитарного знания, в том числе «Деньги в фольклоре» (1995), «Очерки по антропологии молчания. Homo Tacens» (1998), «Повседневность и мифология. Исследования по семиотике фольклорной действительности» (2001, 2015), «Врачи, пациенты, читатели. Патографические тексты русской культуры XVIII—XIX веков» (2005, 2017), «О крокодилах в России. Очерки из истории заимствований и экзотизмов» (2006), «Vox populi. Фольклорные жанры советской культуры» (2009), «Из истории клякс. Филологические наблюдения» (2012), «Переменные величины. Погода русской истории и другие сюжеты» (2014), «В сторону (от) текста. Мотивы и мотивации» (2023), «Стихотворение Игоря Северянина „В парке плакала девочка…“. Путеводитель» (2024), книги прозы «Португалияпония» (2023). Переводчик и комментатор научно-астрономической поэмы Арата из Сол «Явления» (2000). Редактор коллективных сборников «Мифология и повседневность» (1998, 1999, 2001), «Русская литература и медицина. Тело, предписания, социальная практика» (2005), «СССР. Территория любви» (2009), «Джамбул Джабаев. Приключения казахского акына в советской стране» (2013), «Сквозь слёзы. Русская эмоциональная культура» (2023). Читал лекции в университетах Европы и США. С 2001 по март 2010 года — приглашённый сотрудник Констанцского университета (Германия). С 2013 по 2014 год — приглашённый профессор университета Хоккайдо (Саппоро, Япония). С 2018 по 2021 год — профессор Высшей школы экономики (Санкт-Петербург). Живёт в Санкт-Петербурге[б].

### Книги
- Богданов К. А. Русский заговор: опыт структурного анализа : автореф. … канд. филолог. наук. — СПб., 1992. — 30 с.
- Богданов К. А. Деньги в фольклоре. — СПб. : Bell, 1995. — 125 с.
- Богданов К. А. Очерки по антропологии молчания : Homo Tacens : моногр. — СПб. : Издательство Русского христианского гуманитарного института, 1998. — 352 с. — ISBN 5-88812-059-6.
- Богданов К. А. Повседневность и мифология : Исследования по семиотике фольклорной действительности. — СПб. : Искусство-СПБ, 2001. — 438 с. — ISBN 5-210-01554-8.
  - [То же] : 10.01.09 : дис. … д-ра филолог. наук. — М., 2002. — 344 с.
  - [То же]. — [2-е изд.] — СПб. : Азбука-классика, 2015. — 416 с. — (Non-Fiction). — ISBN 978-5-389-10343-6.
- Богданов К. А. Врачи, пациенты, читатели : Патографические тексты русской культуры XVIII—XIX веков. — М. : ОГИ, 2005. — 504 с. — (Нация и культура. Новые исследования). — ISBN 5-94282-278-6.
  - [То же]. — [2-е изд.] — СПб. : Азбука : Азбука-Аттикус, 2017. — 670 с. — (Культурный код). — ISBN 978-5-389-12884-2.
  - Рец.:  Захарьин, Дмитрий. Богданов К. А. Врачи, пациенты, читатели. Патографические тексты русской культуры XVIII—XIX веков. М.: ОГИ, 2005. 504 с. // Антропологический форум. — 2007. — № 6. — С. 381—386.
- Богданов К. А. О крокодилах в России : Очерки из истории заимствований и экзотизмов. — М. : Новое литературное обозрение, 2006. — 352 с. — (Научная библиотека). — ISBN 5-86793-426-8.
  - Рец.:  Бродский, Всеволод. Рептилия общественного значения // Эксперт. — 2006. — 22 мая.
  - Рец.:  Кан, Эндрю. К. А. Богданов. О крокодилах в России. Очерки из истории заимствований и экзотизмов. М.: Новое литературное обозрение, 2006. 352 с., ил. / пер. с англ. Ольги Бойцовой // Антропологический форум. — 2008. — № 8. — С. 461—464.
- Богданов К. А. Vox populi : Фольклорные жанры советской культуры. — М. : Новое литературное обозрение, 2009. — 368 с. — (Научная библиотека). — ISBN 978-5-86793-671-6.
- Богданов К. А. Из истории клякс : Филологические наблюдения. — М. : Новое литературное обозрение, 2012. — 216 с. — (Научная библиотека). — ISBN 978-5-86793-941-0.
  - Рец.:  Любарский, Георгий. Кляксы и история цивилизации // Эксперт. — 2012. — 13 августа.
- Богданов К. А. Переменные величины : Погода русской истории и другие сюжеты. — М. : Новое литературное обозрение, 2014. — 368 с. — (Научная библиотека). — ISBN 978-5-4448-0188-8.
- Богданов К. А. В сторону (от) текста : Мотивы и мотивации. — М. : Новое литературное обозрение, 2023. — 432 с. — (Научная библиотека ; вып. CCCXLVI). — ISBN 978-5-4448-1914-2.
- Богданов К. А. Португалияпония. — М. : Стеклограф, 2023. — 58 с. — ISBN 978-5-521-23955-9.
  - Рец.:  Балла, Ольга. Дмитрий Данилов. Пустые поезда 2022 года; Елена Данченко. Планета Альмерия; Константин Богданов. Португалияпония // Знамя. — 2023. — № 11.
- Богданов К. А. Стихотворение Игоря Северянина «В парке плакала девочка…» : Путеводитель. — М. : Новое литературное обозрение, 2024. — 264 с. — (Научная библиотека ; вып. CCLXIX). — ISBN 978-5-4448-2529-7.

Редактор, составитель
- Мифология и повседневность : Материалы научной конференции 18—20 февраля 1998 года / сост. А. А. Панченко, К. А. Богданов. — СПб. : Издательство Русского христианского гуманитарного института, 1998. — 304 с. — ISBN 5-88812-051-0.
- Мифология и повседневность : Вып. 2 / Институт русской литературы (Пушкинский Дом) (СПб.), Отдел фольклора ; сост. и ред. К. А. Богданов, А. А. Панченко. — СПб. : б. и., 1999. — 573 с.
- Мифология и повседневность : [Вып. 3] / сост. А. А. Панченко, К. А. Богданов. — СПб. : Алетейя : Институт русской литературы (Пушкинский Дом) Российской академии наук, 2001. — 400 с. — ISBN 5-89329-423-8.
- Русская литература и медицина : Тело, предписания, социальная практика : [сб. ст.] / под ред. К. А. Богданова, Ю. Мурашова, Р. Николози. — М. : Новое издательство, 2005. — 301, [1] с. — (Новые материалы и исследования по истории русской культуры ; вып. 1). — ISBN 5-98379-049-8.
  - [То же] : [электронная кн.]. — М. : Новое издательство, 2015.
- СССР : Территория любви : [сб. ст.] / [ред.-сост. Н. Борисова, К. А. Богданов, Ю. Мурашов]. — М. : Новое издательство, 2009. — 269 с. — (Новые материалы и исследования по истории русской культуры ; вып. 6). — ISBN 978-5-98379-106-0.
  - [То же] : [электронная кн.]. — М. : Новое издательство, 2015.
- Джамбул Джабаев : Приключения казахского акына в советской стране : [сб. ст.] / [под ред. К. А. Богданова, Р. Николози и Ю. Мурашова]. — М. : Новое литературное обозрение, 2013. — 305, [1] с. — (Научная библиотека). — ISBN 978-5-4448-0062-1.
- Сквозь слёзы : Русская эмоциональная культура : [сб. ст.] / сост. К. А. Богданов. — М. : Новое литературное обозрение, 2023. — 488 с. : ил. — (Научная библиотека ; вып. CCLXI). — ISBN 978-5-4448-2191-6.

### Статьи
- Богданов К. А. До самой смерти… Патографические тексты русской культуры XVIII—XIX века. Полит.ру (20 октября 2003). — Фрагмент кн.: Богданов, 2005. Дата обращения: 5 февраля 2016.
- Богданов К. А. Вечный двигатель Ивана Кулибина: история науки, фольклор, мечты о прошлом // Неприкосновенный запас. — 2015. — № 6 (104).
- Богданов К. А. Атавизмы свободы, рефлексы рабства и «русский национальный характер»: история одной этнопсихологической гипотезы // Новое литературное обозрение. — 2016. — Т. 1, № 5 (141).
- Богданов К. А. К истории филателии в СССР. Обзор тем и исследовательских контекстов // Acta Slavica Iaponica. — 2020. — T. 40. — P. 19—41.

### Переводы
- Арат. Явления / пер., вступ. ст. и комм. К. А. Богданова. — СПб. : Алетейя, 2000. — 256 с. — (Античная библиотека. Раздел: Античная литература). — ISBN 5-89329-298-7.